# Condalia microphylla
Condalia microphylla là một loài thực vật có hoa trong họ Táo. Loài này được Cav. mô tả khoa học đầu tiên năm 1799.